# Larry Lee
Lawrence H. "Larry" Lee, Jr. (7 mars 1943 - 29 octobre 2007) est un chanteur américain, auteur et guitariste de Memphis, Tennessee, connu pour son travail avec Al Green et Jimi Hendrix.

## Gypsy Sun and Rainbows
Larry était un vieil ami de Jimi Hendrix et de Billy Cox. De retour de la guerre du Vietnam, il forme un groupe avec ses amis avec lesquels ils jouent au festival de Woodstock en 1969. Mais ce sera éphémère car le groupe se sépare dans les semaines suivant le concert après quelques sessions d’enregistrements non productives.

## Les années Al Green's
Pendant les années 1970, Larry était le directeur artistique et guitariste du groupe de Al Green.

## Mort
Larry Lee est mort à Memphis, Tennessee d'un cancer de l'estomac.

## Discographie partielle
avec Jimi Hendrix
- Live at Woodstock (1999)

avec Al Green
- I'll Rise Again (1983)

avec Elmo and the Shades
- Blue Memphis  (2009)